# مقاتلات الجيل الخامس

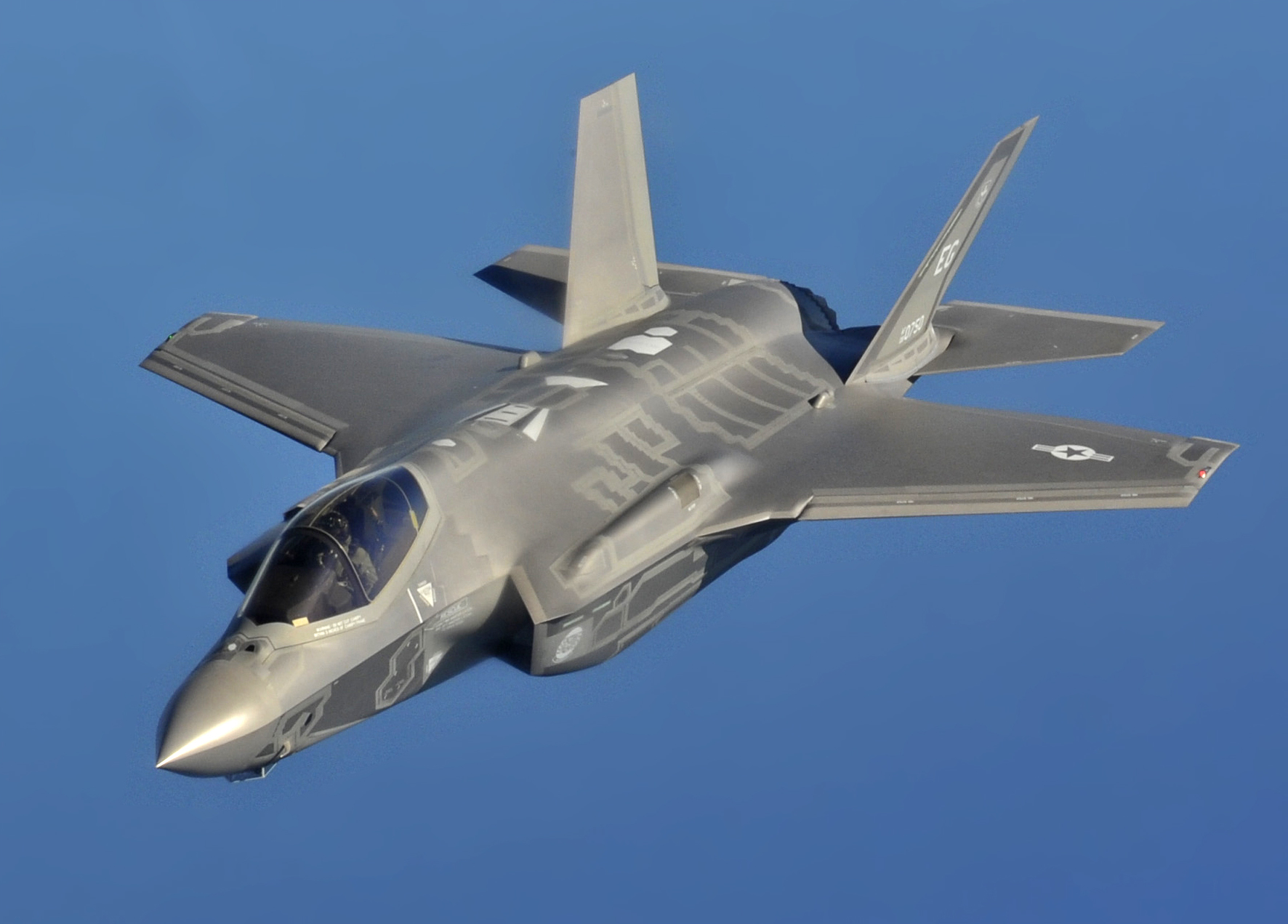
مقاتلة إف - 35 التابعة للقوات الجوية الأمريكية

الجيل الخامس من الطائرات المقاتلة بدأ في عام 1990. أولى مقاتلات الجيل الخامس وهي المقاتلة الأمريكية إف - 22 رابتور وهي الوحيدة التي دخلت سوق العمل من عام 1997 وإلى الوقت الحاضر، وأعقبها المقاتلة الأمريكية إف-35 لايتنيغ الثانية ومن ثم الطائرة الروسية التي اختبرت بنجاح يناير 2010 سوخوي سو-57.وبعدها بسنة أي في يناير 2011 نجحت الصين في استعراض مقاتلتها من الجيل الخامس جيه-20 إبان زيارة وزير الدفاع الأمريكي للبلاد.
و تعتبر الطائرة إف-22 ممنوعة من البيع لأي دولة أجنبية حتى الحليفة منها بأمر من الكونغرس.

## خصال مقاتلات الجيل الخامس
العمود الفقري لمقاتلات الجيل الخامس هو تقنية التخفي وتطبيقاتها التي لا يمكن تعديلها على الطائرات القديمة لانها تتطلب تصميم بدن الطائرة بشكل خاص وتصنيعها بمواد خاصة تكون امتصاصيتها عالية وأيضا متينة، وتعتمد هذه المقاتلات في تخفيها على تصغير حجم الكاشوف أكبر قدر ممكن لتمكينها من تركيز الشعاع على الهدف سواء كان هذا الهدف مركز الاتصال وبرج المراقبة أو حتى مرمى الصواريخ.
لكن في المجمل يمكن تصنيف المقاتلة ضمن مقاتلات الجيل الخامس إذا امتلكت:
- صغر مقطع الكاشوف (الرادار): أقل من نصف متر مربع للإفادة في تخفي الطائرة وعدم رصدها.
- قدرات إلكتروطيرانية عالية مقارنة بمثيلاتها ومجسات حساسة.
- أسرع من الصوت بالإضافة إلى تسارع عالي وبدون حراقات لاحقة حتى إذا حملت بترسانة صاروخية.
- استدامة طويلة لسنين أو لعقود تأخذ بالحسبان التغير المناخي والاحتباس الحراري.
- القدرة على الهجوم بصواريخ جو جو وصواريخ جو ارض.
- امتلاك مصفوفة مسح الكتروني ذكية (بالإنجليزية: Active Electronically Scanned Array) (AESA)

## المقاتلات من الجيل الخامس

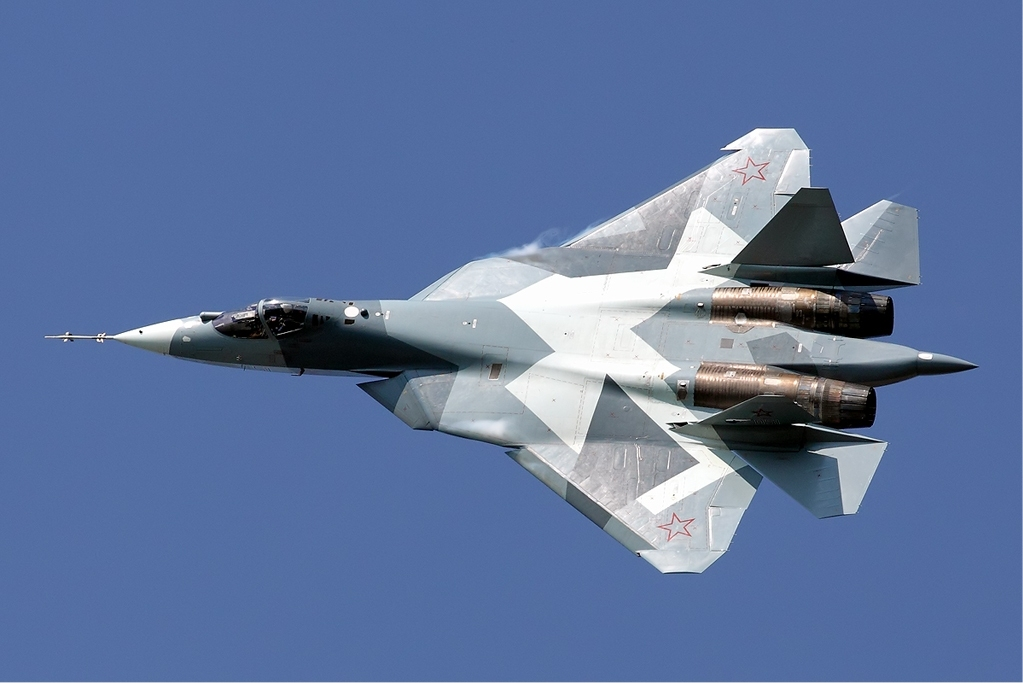
مقاتلة سوخوي سوخوي سو-57.

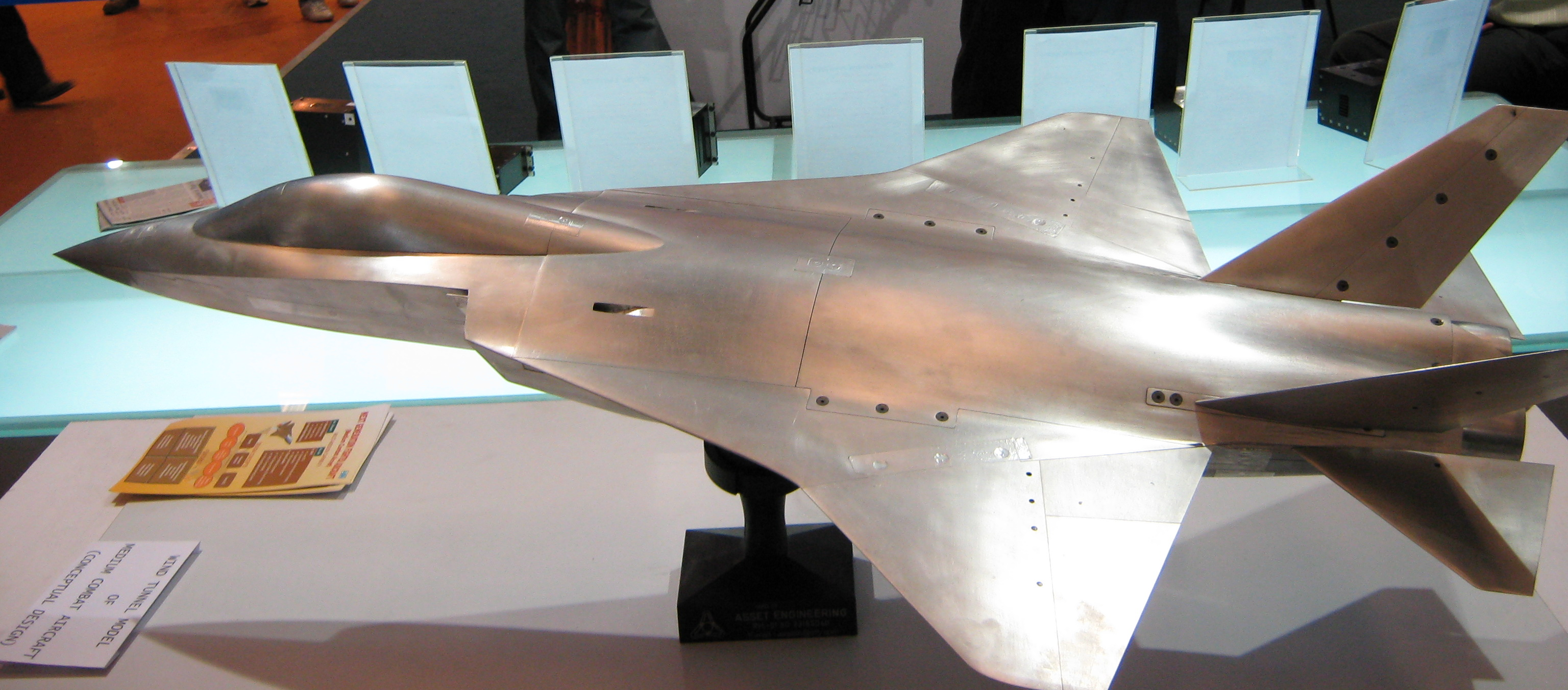
مقاتلة الجيل الخامس الهندية الطائرة المقاتلة المتوسطة.

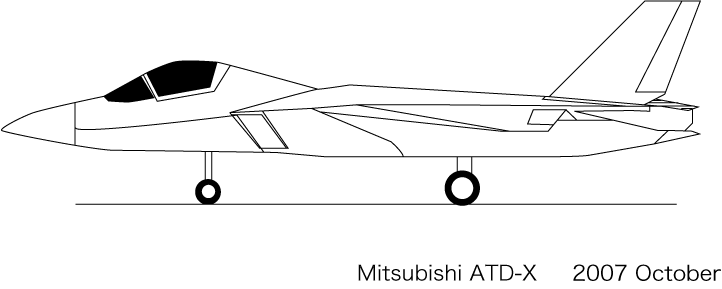
مقاتلة الجيل الخامس اليابانية ميتسوبيشي ايه تي دي اكس

الولايات المتحدةتمتلك نوعين من مقاتلات الجيل الخامس هما إف-22 وإف-35، وقد تم إنشاء مشروع الـ ف 22 بعدما ظهرت الحاجة الي مقاتلة تكتيكية متقدمة في مايو عام 1981  لتكون هذه المقاتلة فيما بعد إلهاما لانشاء مقاتلة أخرى تحمل خصائص أفضل سميت بـ إف-35  من قبل قوات مشاة بحرية الولايات المتحدة.
 روسياتمتلك نوعا واحدا من مقاتلات الجيل الخامس وهي سوخوي سو-57، وقد جائت لتحل محل ميكويان ميج-29 وسوخوي سو-27 في صفوف الخدمة الامامية. عندما ظهرت حاجة الاتحاد السوفيتي في 1980 الي مقاتلة جديدة من الجيل الخامس، تقدم مشروعين لتنفيذ المهمة: سوخوي سو-47 ومشروع ميكويان 1.44. وفي عام 2002، وقع الاختيار على شركة سوخوي لتصميم الطائرات الحربية والمدنية بمساعدة الهند لمواجهة نظيرتها الأمريكية المقاتلة إف-35 ::
 الصينتمتلك نوعين من مقاتلات الجيل الخامس هما 
تشنغدو جيه-20 و شنيانغ جيه-35
، بعدما وضعت العديد من المشاريع لانشاء مقاتلة من الجيل الخامس تحت مسمى الكود جيه اكس اكس ‏ في التسعينات من قبل الحكومة الصينية، ليتم فيما بعد اعتماد أحد لمشاريع من قبل المسئولين لتدخل تلك المقاتلات الخدمة بين عامي 2017 و2019  وبحلول عام 2011، خرج إلى النور نموذجين تجريبيين من تلك المقاتلات أطلق عليهما جيه-20  ومن الجدير بالذكر أن الصين تعتمد بشكل أساسي في محركات ورادارات تلك المقاتلات على التكنولوجيا الروسية.::
 تركيافي عام 2011 خصصت الشركة التركية لصناعات الفضاء 20 مليون دولار للبدء في تصميم نموذج مقاتلة جيل خامس باسم تي اف اكس، ثم أُعيد تسميتها في 2023 لتصبح المقاتلة "كآن" KAAN. وقد صرحت تلك الشركة بأن البرنامج كاملاً شاملاً التعديلات على المحرك سيتطلب 120 مليار دولار ليتم تنفيذه.:المشروع وصل مرحلة نقل وتجميع أجزاء الطائرة وجناحيها تمهيدا لبدء الاختبارات الأرضية في 18 مارس 2023، وعبر مشروع الطائرة الحربية الوطنية، تهدف تركيا إلى دخول مصاف الدول المصنعة لطائرات الجيل الخامس.
وبدأ مشروع تصنيع هذه الطائرة في سبتمبر/ أيلول 2018 من خلال مرحلة التصميم والنموذج الأولي، ويبذل القائمون على المشروع جهودا لإتمامه قبل الموعد المخطط له، وفي إطار المشروع، سيتم إنتاج 6 طائرات في المرحلة الأولى، ثم الانتقال إلى الإنتاج التسلسلي عام 2033.
 الهندتقوم الهند حاليا بتطوير الطائرة المقاتلة المتوسطة، مقاتلة من الجيل الخامس ذات محرك مزدوج مزودة بتقنية التخفي ومتعددة المهام بواسطة تحالف روسي هندي بين شركة سوخوي وشركة شركة هندوستان آيرونوتيكس الهندية. الغرض الرئيسي من إنتاج تلك المقاتلة هي احلالها محل كلا المقاتلتين جاغوار وداسو ميراج 2000 الفرنسيتين الاصل.
 الياباناليابان أيضا لديها مشروع ميتسوبيشي ايه تي دي اكس.